# Piotr Lech
Piotr Lech (ur. 18 czerwca 1968 w Kętrzynie) – piłkarz grający na pozycji bramkarza. Wychowanek klubu Granica Kętrzyn. Rozegrał 345 spotkań w Ekstraklasie, nie strzelając żadnej bramki. Jego debiut w I lidze miał miejsce 25 marca 1989 roku, w zremisowanym 2:2 meczu pomiędzy ŁKS-em Łódź a Ruchem Chorzów. W Ruchu grał do jesieni 1997, a następnie na jeden sezon przeniósł się do Zagłębia Lubin. Potem na 1,5 roku wrócił na Cichą. 2,5 roku występował w drużynie GKS-u Katowice skąd przeniósł się do Górnika Zabrze, gdzie grał przez 4 lata, aż do jesieni 2005. Od 2005 do 2008 grał w GKS Bełchatów. 10 czerwca 2008 GKS Bełchatów rozwiązało z nim kontrakt. W lipcu Piotr Lech podpisał półroczny kontrakt z pierwszoligową Jagiellonią Białystok, który został przedłużony. W białostockim klubie był drugim bramkarzem, zaraz po Rafale Gikiewiczu. W klubie Jagiellonia Białystok był również trenerem bramkarzy. Następnie grał w klubie Jura Niegowa oraz LZS Piotrówka. W styczniu 2011 roku został trenerem bramkarzy Uczniowskiego Klubu Sportowego Ruch Chorzów, natomiast od początku sezonu 2011/2012 jest trenerem bramkarzy zespołu Młodej Ekstraklasy Ruchu Chorzów. 4 sierpnia 2013 podpisał kontrakt z występującą w lidze okręgowej Polonią Poraj, gdzie pełnił funkcję grającego trenera bramkarzy.

## Rodzina
Jego bratankiem jest Grzegorz Lech, piłkarz m.in. OKS-u Olsztyn i Korony Kielce.